# Kangwe
Kangwe è un villaggio del Botswana situato nel distretto Meridionale, sottodistretto di Barolong. Il villaggio, secondo il censimento del 2011, conta 251 abitanti.

## Località
Nel territorio del villaggio sono presenti le seguenti 1 località:
- Kangwe Lands di 45 abitanti